# Львівспецкомунтранс
Львівспецкомунтранс (Львівське комунальне підприємство «Транспортна фірма» «Львівспецкомунтранс», «ЛСКТ») — комунальне підприємство у Львові, що здійснює вивезення твердих побутових відходів (ТПВ). Головний офіс знаходиться за адресою м.Львів, вул. Жовківська 18.

## Історія підприємства
Підприємство бере свій початок від жовтня 1909 року, коли австрійською владою було створено «Міський заклад чищення», в обов'язки якого входило вивезення сміття, нечистот, прибирання снігу, полиття вулиць тощо. У першій половині XX століття транспортний парк складався виключно з коней. На території підприємства досі розташовані автентичні стайні. За радянських часів, у 1950-х роках, підприємство перейменували на «Трест санітарної очистки» та перевели з кінного транспорту на автомобільний.
Про систему роботи тресту згадується в статті «Любити і доглядати своє місто».
|  | Заведено ж такий дивовижний порядок, коли сміття з дворів і вулиць вивозиться тільки по заявках. Назбирається купа сміття на вулиці, чи дворі, обов’язково потрібно про це подати заявку, та подзвонити. Заявку розглянуть, і лише тоді почнеться вивозка сміття. Трест саночистки вивозить сміття тільки з п'ятої частини площі міста. Решта ж площі безглядна — тут відповідають за санітарний стан і домоуправління, і установи, і двірники, а по суті ніхто ніякої відповідальності не несе. |

В 70-х роках рухомий склад підприємства налічував понад 200 автомобілів і забезпечував комплексне прибирання уже всього Львова.
Підприємство було взірцем у своїй галузі серед інших міст тодішнього Радянського Союзу[джерело?].

## Сучасний розвиток
Під сучасною назвою підприємство працює з 1994 року. На даний час підприємство обслуговує 10 ЛКП у різних районах Львова.
У 2013 році підприємство перевело своїх основних клієнтів на обслуговування контейнерами європейського зразка 1,1 м.куб.
Підприємство також постійно здійснює заміну металевих контейнерів на нові пластикові, відповідає за санітарний стан контейнерів та майданчиків після забору сміття.

## Сортування
Підприємство запустило нову концепцію маркування, яка передбачає якісніше сортування твердих побутових відходів на такі фракції: мокра фракція (органічні відходи) — садові відходи (скошена трава, дрібні гілки) та харчові відходи (рештки овочів та фруктів, залишки їжі, шкаралупи); суха фракція: пластик, макулатура (газети, каталоги, журнали, зошити, книжки, офісний папір і картон), метал, комбіноване пакування (пакети з-під молока, соків тощо), скло та змішані відходи, Тож впровадження заходів у сфері поводження з побутовими відходами та розвитку системи роздільного збору побутових відходів у місті Львові триває.

## Ініціативи
- За спільної ініціативи ЛКП «Львівспецкомунтранс» та Департаменту з питань поводження з відходами проект з роздільного збору відходів у Львові вийшов на новий якісний етап. У 30-ти школах міста було впроваджено проект з відмежування паперу від інших фракцій. Таким чином, прагнули залучити до культури сортування якомога більшу кількість молоді.
- Відкрили майданчики для збору будівельних відходів. Вони працюють на вул. Жовківська, 18 та на вул. Князя Лева, 4а (вул. Льва). Сюди львів'яни можуть звозити старі дерев'яні меблі, вікна, двері, побутову техніку, автомобільні шини, скло, папір, метал, а також дрібні будівельні відходи. Кількість одиниць, які можна здати за один раз, обмежена, послуга доступна для мешканців міста.
- На вулиці Ранковій — навпроти будинку № 49, що у Залізничному районі Львова, встановили підземний контейнерний майданчик для твердих побутових відходів. Тож тепер, завдяки тому, що контейнери для змішаних відходів повністю заховані під землею, вдасться уникнути неприємного запаху та впливу опадів, не буде доступу різноманітних тварин, й сама територія виглядатиме привабливіше. Таких майданчиків згодом по місту буде значно більше.